# Magnezitovce
Magnezitovce ist eine Gemeinde in der Mitte der Slowakei mit 438 Einwohnern (Stand 31. Dezember 2024), die zum Okres Revúca, einem Kreis des Banskobystrický kraj gehört und in der traditionellen Landschaft Gemer liegt.

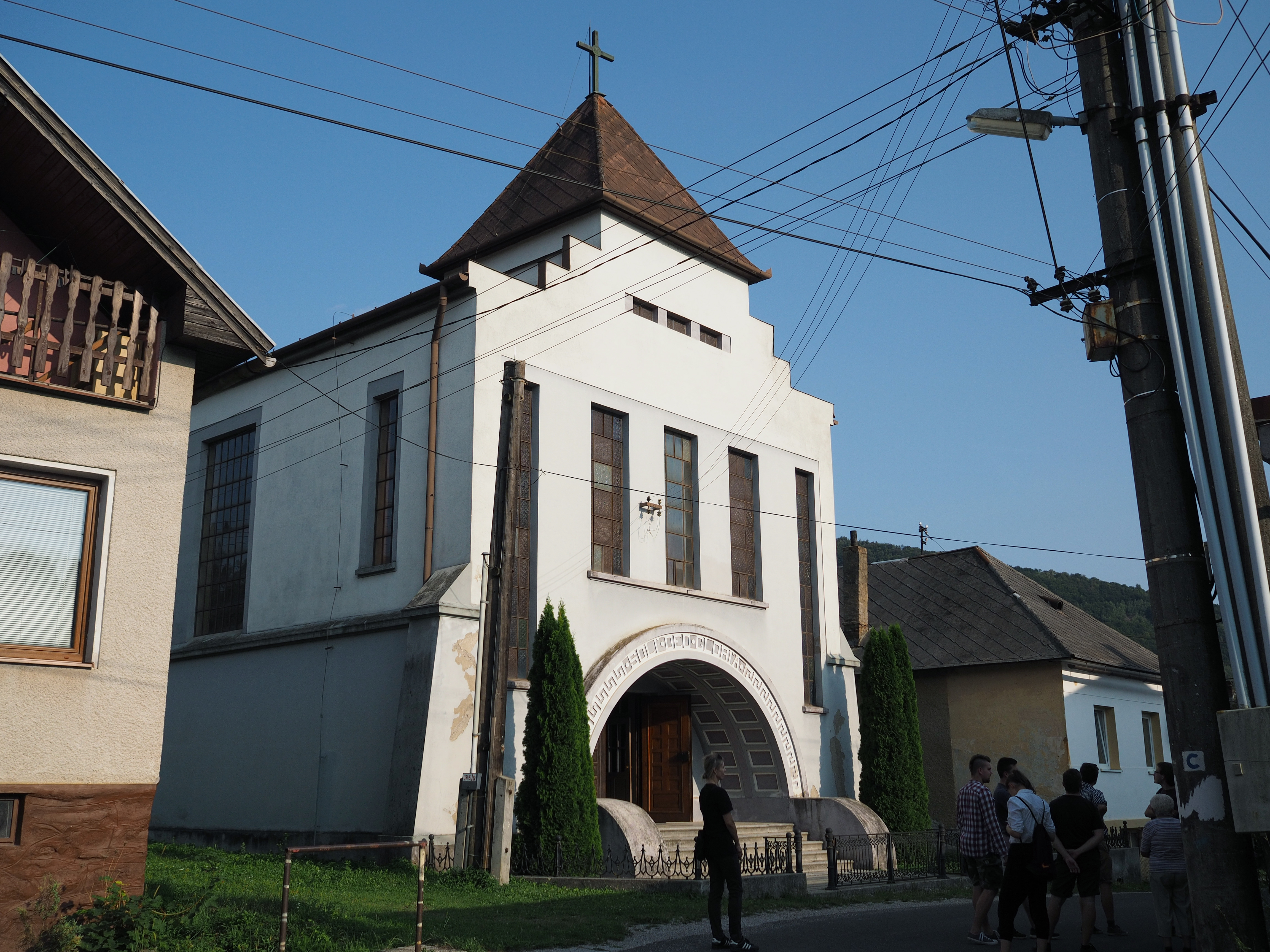
Evangelische Kirche

## Geographie
Die Gemeinde befindet sich im Südostteil des Slowakischen Erzgebirges im Tal des Flusses Muráň, in einem Seitental unterhalb des Bergs Ostrý vrch (870 m n.m.). Südöstlich von Mníšany befinden sich Magnesitvorkommen. Das Ortszentrum liegt auf einer Höhe von 353 m n.m. und ist sechs Kilometer von Jelšava sowie 12 Kilometer von Revúca entfernt.
Verwaltungstechnisch gliedert sich die Gemeinde in die Gemeindeteile Kopráš und Mníšany.
Nachbargemeinden sind Čierna Lehota und Slavošovce im Norden, Rochovce im Nordosten, Jelšava im Osten und Süden und Chyžné im Westen.

## Geschichte

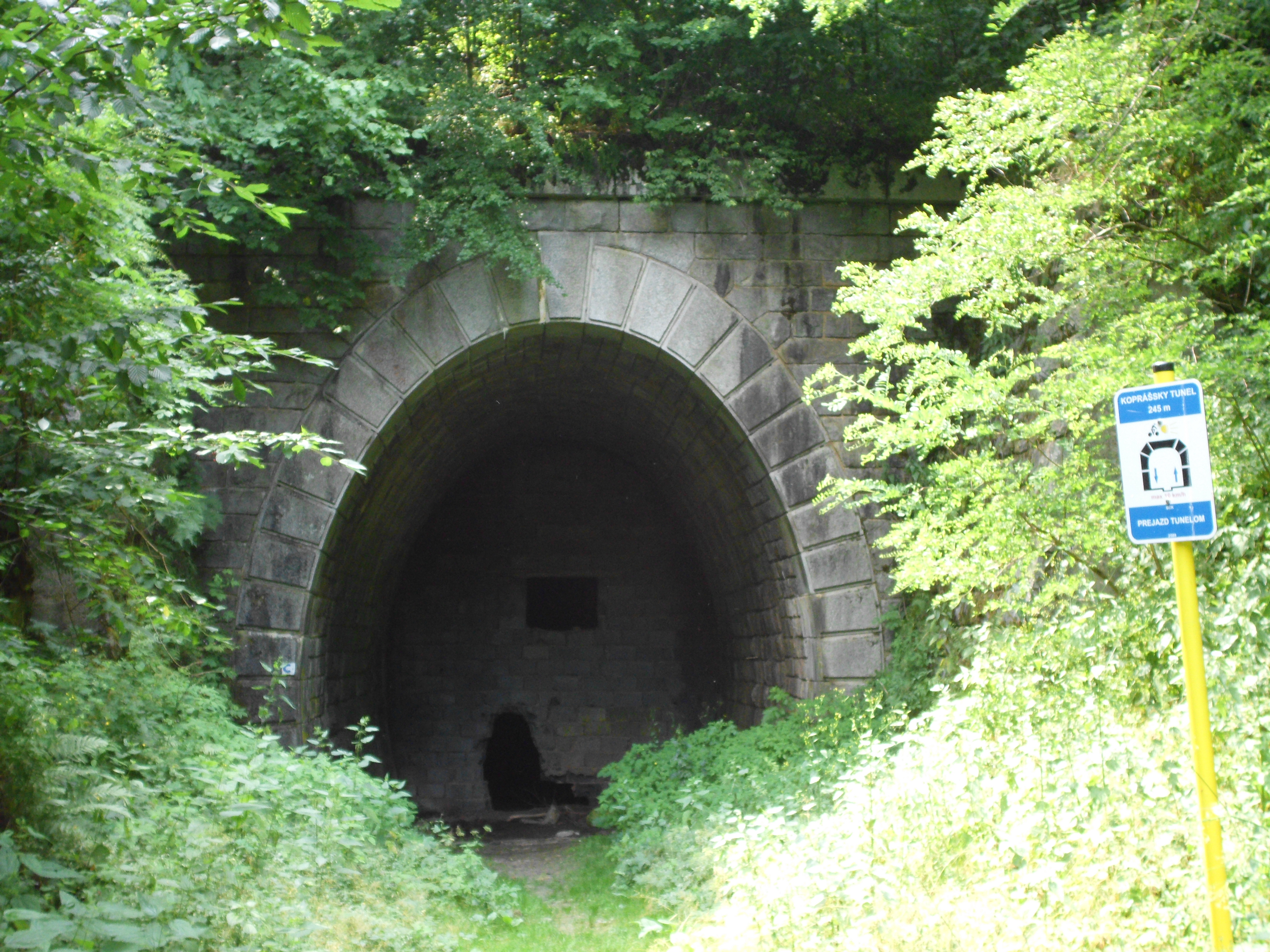
Tunnel Koprášsky im Jahre 2015

Die heutige Gemeinde entstand 1960 durch Zusammenschluss der Orte Kopráš (ungarisch Korpás – bis 1907 Koprás) und Mníšany (ungarisch Baráttelke – bis 1907 Mnisány).
Mníšany wurde zum ersten Mal 1427 als Monorethe schriftlich erwähnt, lag damals bei einem Kloster und hatte im selben Jahr 20 Porta. Die meisten Einwohner waren damals in Gold-, Silber- und Kupferbergwerken beschäftigt. Im 15. Jahrhundert wurde der Ort im Rahmen der walachischen Kolonisierung weiter besiedelt und gehörte im 16. Jahrhundert zum Herrschaftsgut der Burg Muráň. 1828 zählte man 43 Häuser und 402 Einwohner, die in Landwirtschaft, Bergbau (Magnesit) und als Arbeiter in den umliegenden Unternehmen beschäftigt waren.
Kopráš entstand Anfang des 16. Jahrhunderts nach walachischem Recht und wurde zum ersten Mal 1551 schriftlich erwähnt. Das Dorf gehörte zum Herrschaftsgut der Burg Muráň. 1828 zählte man 26 Häuser und 186 Einwohner, die in Forstwirtschaft, Köhlerei und Schafhaltung beschäftigt waren.
Bis 1918 gehörten die im Komitat Gemer und Kleinhont liegende Orte zum Königreich Ungarn und kamen danach zur Tschechoslowakei beziehungsweise heute Slowakei. Während der ersten Slowakischen Republik arbeiteten die Einwohner beider Orte am Bau der Bahnstrecke Chyžnianská Voda–Slavošovce (Teil der Gemerer Verbindungsbahnen), die nach dem Ersten Wiener Schiedsspruch abgeschnittene Täler mit der übrigen Slowakei wieder anbinden sollte. Dieses Vorhaben wurde allerdings nie fertiggestellt.
Heute ist das wirtschaftliche Leben maßgeblich vom Magnesitbergwerk und der benachbarten Magnesitfabrik in Jelšava bestimmt.

## Bevölkerung
| Jahr                | 1994 | 2004    | 2014    | 2024    |
| ------------------- | ---- | ------- | ------- | ------- |
| Anzahl der Personen | 433  | 429     | 470     | 438     |
| Unterschied         |      | −0,92 % | +9,55 % | −6,80 % |

| Jahr                | 2023 | 2024    |
| ------------------- | ---- | ------- |
| Anzahl der Personen | 439  | 438     |
| Unterschied         |      | −0,22 % |

Gemäß der Volkszählung 2011 wohnten in Magnezitovce 464 Einwohner, davon 459 Slowaken und jeweils ein Roma und Tscheche. Drei Einwohner machten keine Angabe. 119 Einwohner gehörten zur evangelischen Kirche A. B., 82 Einwohner zur römisch-katholischen Kirche, sechs Einwohner zur reformierten Kirche, fünf Einwohner zur griechisch-katholischen Kirche, drei Einwohner zur evangelisch-methodistischen Kirche und ein Einwohner zu den Zeugen Jehovas. 218 Einwohner waren konfessionslos und bei 30 Einwohnern wurde die Konfession nicht ermittelt.
Ergebnisse nach der Volkszählung 2001 (435 Einwohner):
| Nach Ethnie: - 97,97 % Slowaken - 0,92 % Magyaren - 0,46 % Tschechen - 0,23 % Roma | Nach Konfession: - 39,77 % konfessionslos - 30,34 % evangelisch - 14,94 % römisch-katholisch - 8,51 % keine Angabe - 3,91 % griechisch-katholisch - 0,23 % tschechoslowakisch-hussitisch |

## Bauwerke
- Glockenturm im klassizistischen Stil aus dem 19. Jahrhundert
- Bauwerke der nicht fertiggestellten Bahnstrecke, unter anderen Eisenbahnviadukt von Kopráš (Länge 120 m), Tunnel Koprášsky (425 m) und Tunnel Slavošovský (2.400 m)